# 櫛笥賀子
櫛笥 賀子（くしげ よしこ、延宝3年（1675年） - 宝永6年12月29日（1710年1月28日））は、江戸時代中期の女性。東山天皇の側室で、中御門天皇と閑院宮直仁親王の生母。
初名は慶子（よしこ）だったが、宝永4年（1707年）に自身が生んだ皇子の親王宣下を受けて諱が「慶仁」と定められたことで、同字をはばかって賀子に改名した（同時に父・隆慶も隆賀に改名している）。

## 略歴
掌侍として出仕後、元禄3年（1690年）5月14日、前任の西洞院時成の娘が退任したために勾当内侍に任ぜられる（ただし、当時の勾当内侍の職務は東山天皇の生母・松木宗子とその親族が掌握していて、名前のみだったとする見解もある）。
同9年（1696年）典侍に昇進する。東山天皇との間に慶仁親王（中御門天皇）や閑院宮直仁親王など5皇子1皇女をもうけた。東山天皇の譲位後、一条局・四条局と名乗る。
宝永6年（1709年）従三位に叙せられ、続いて、同年9月27日には従二位に叙せられた（『基長日記』）。これは即位して間もない中御門天皇の生母としての賀子の立場を強化したい東山上皇の強い意向によるものとされている。ところが、同年12月17日に東山上皇が死去し、29日には賀子自身も35歳の若さで死去してしまった。死因は２人とも疱瘡によるものとみられる。
墓所は京都府京都市上京区廬山寺。宝永7年（1710年）、まず准三宮、ついで3月26日付で女院を追贈されて、新崇賢門院（しんすげんもんいん）の院号が定められた。

## 系譜
- 父：櫛笥隆賀
- 母：家女房
- 養母：西洞院時子（六条局）- 西洞院時成養女、三条西実教女[6]
- 義弟：櫛笥隆成 - 隆賀の養嗣子、実父は鷲尾隆尹
- 弟：櫛笥隆兼 - 隆成の養嗣子、子に隆秀
- 弟：八条隆英 - 八条家祖